# Gunther Desamblanx
Gunther Christophe Desamblanx (Asse, 29 april 1982) is een Belgisch radiopresentator en dj op de openbare zender Studio Brussel.

## Levensloop
Desamblanx volgde de radio-opleiding aan het Brusselse Rits en ging vervolgens aan het werk bij Woestijnvis in de redactie van Man bijt hond.
Bij Studio Brussel volgde hij Luc Janssen op als presentator van Mish Mash, een trashradioprogramma met Amerikaanse en Britse invloeden. Omwille van de vele controverses werd het programma in 2010 stopgezet. Later presenteerde hij nog Hard to beat, een radioprogramma dat draaide rond indie-rock en in mindere mate thrashnummers (harde electro).
Vanaf eind 2011 presenteerde hij Gunther D, een programma met een concept gelijkaardig aan dat van Mish Mash: harde elektronische muziek gemengd met klassiekers en satirische telefoongesprekken met bekende en onbekende Vlamingen. Volgens sommigen is het programma een aantal maal "over de schreef" gegaan. Dit leidde tot een vraag in het Vlaams Parlement, gesteld door parlementslid Johan Verstreken en beantwoord door mediaminister Ingrid Lieten.
De vrijdagshow 'Gunther D' werd uiteindelijk in 2012 afgevoerd en vervangen door een dagelijks programma (maandag tot donderdag) van 22.00u tot 0.00u dat liep van september 2012 tot mei 2013. Hier was een grote bijrol voor de producer Simon Van de Gracht weggelegd.
In de periode september 2013 tot mei 2014 was hij van maandag tot vrijdag van 19.00 tot 20.00 uur te horen met Babette Moonen als sidekick en ook de laatste donderdag van de maand van 00.00 uur tot 04.00 uur. In juni 2014 ging dit duo ook door met "Fok De Blok" van 22.00 tot 0.00 uur. Dit tijdslot nam hij van september 2014 tot mei 2015 opnieuw voor zijn rekening met vanaf januari 2015 opnieuw Simon Van de Gracht als producer (en co-presentator). Ook tussen 2015 en 2020 werd het programma gepresenteerd tussen 22 en 0 uur. Sinds september 2020 is het programma iedere zaterdag tussen 17 en 19 uur te horen. 

### Singles
In 26 november 2013 kwam Desamblanx met een eigen single, 'Allejoppa' (in de videoclip was Jean-Pierre Van Rossem te zien. waarop onder harde beats zijn stem geremixt is). Deze single staat op 'De Ultieme Botsautomix 2'. In 2014 kwam naar aanleiding van het WK een tweede single uit, 'Dance with the Devils', een herwerking van The 6th Gate van D-Devils.
| Single met hitnotering(en) in de Vlaamse Ultratop 50 | Datum van verschijnen | Datum van binnenkomst | Hoogste positie | Aantal weken | Opmerkingen |
| ---------------------------------------------------- | --------------------- | --------------------- | --------------- | ------------ | ----------- |
| Allejoppa                                            | 25-11-2013            | 07-12-2013            | 7               | 6            |             |
| Dance with the devils                                | 06-06-2014            | 28-06-2014            | 1(1wk)          | 4            |             |